# Калінувка-Крулевська
Калінувка-Крулевська (пол. Kalinówka Królewska) — село в Польщі, у гміні Ясьонувка Монецького повіту Підляського воєводства.
Населення — 272 особи (2011).
У 1975-1998 роках село належало до Білостоцького воєводства.

## Демографія
Демографічна структура станом на 31 березня 2011 року:
|          | Загалом | Допрацездатний вік | Працездатний вік | Постпрацездатний вік |
| -------- | ------- | ------------------ | ---------------- | -------------------- |
| Чоловіки | 145     | 21                 | 99               | 25                   |
| Жінки    | 127     | 28                 | 57               | 42                   |
| Разом    | 272     | 49                 | 156              | 67                   |